# Іванченко Михайло Григорович
Миха́йло Григо́рович Іва́нченко (18 листопада 1923, с. Гусакове, Звенигородський район, Шевченківська округа, Київська губернія, УСРР  — 14 січня 2015, с. Гусакове, Звенигородський район, Черкаська область) — український письменник, поет, художник і краєзнавець. Член Національної спілки письменників України (2007), лауреат літературна премія ім. В. Симоненка та Літературної премії імені Юрія Горліса-Горського (2012)

## Біографія
Народився 18 листопада 1923 року у селі Гусакове, Звенигородського району Черкаської області. Пережив Голодомор та втрату батька (сотника Вільного козацтва 1918—1919), репресованого і розстріляного у 1938 році.
Змалку спізнав тяжку хліборобську працю, став свідком «розкуркулення» та «колективізації», ледве вижив у Голодомор 1932—1933 років. Тоді загинули сестричка Оля та дід Софрон (усім їм Михайло Іванченко 1990 року на кладовищі Гусакового поставив монумент).
Михайло мріяв навчатися в художній школі, захоплювався поезією.
До початку німецько-радянської війни навчався в Тальнівському агротехнікумі. Після невдалої евакуації технікуму повернувся до рідного села. Арештований поліцаями влітку 1942 року, відправлений у заґратованому вагоні до табору праці поблизу Данії. За втечу сидів у тюрмі в Клоппенбурзі, потім арбайттабір цегельні у селищі Шаррель.
Співпрацював з підпільниками ОУН (СУМ). Публікував вірші в часописах «Дозвілля», «Українська дійсність» та «Голос». Навчався заочно українознавства в Українському технічному господарському інституті (м. Подєбради, Чехія), служив у Радянській армії.
1947 року військовий трибунал за антисталінські й антикомуністичні вірші в емігрантських часописах засудив його на 10 років таборів у Заполяр'ї.
Відбував покарання по штрафних та режимних зонах з вояками УПА, кубанськими та донськими козаками.
Звільнився у 1953 році. Врахували заліки робочих днів (за виконання норми на 150 % знімали 2 дні терміну).
По звільненні працював художником-оформлювачем кінотеатру «Полярник» у Салехарді.
Сталінські табори та багатолітні переслідування не давали можливості реалізуватися творчому генію Михайла Іванченка. Після звільнення працював під «гласним і негласним наглядом» художником-оформлювачем. Закінчив заочний курс малюнка і живопису Московського народного університету мистецтв.
Шість разів Михайла Іванченка як неблагонадійного звільняли з роботи. П'ять разів знімали його картини з виставок, викидали родину з відомчої квартири.

## Творчість
Публікував свої краєзнавчі дослідження в українських часописах «Наша культура» та «Наше слово» (Польща), в районній газеті. Захопився краєзнавством та міфологією.
У 1991 р. видав свою першу книжку — «Дивосвіт прадавніх слов'ян» (Київ: Радянський письменник).
У роки незалежності побачили світ його збірки поезій «Полиновий квіт» (Київ, 1998), «Бунчук вітрів» (Київ, 2001), «Осіннє чересло» (Київ: Ратибор, 2007), «Крицеве стремено» (Київ: Ратибор, 2009) та книга «Таємниця нашої прадавнини» (Київ: Молодь, 2000).

Іванченко М.Г з друзями 1991 р

Михайло Іванченко — член Всеукраїнського товариства політв'язнів і репресованих, один з організаторів НРУ та «Просвіти» на Звенигородщині й часопису «Тарасове поле». Багато публікувався в часописах «Звенигора» та «Думка».
Роман-хроніку «Дума про Вільних козаків» 2006 року випустило у світ видавництво ім. Олени Теліги.
2008 року у видавництві «Відродження» побачили світ «Новели неволі». В 2010 році надрукована книжка «Остарбайтерський вир», а в 2012 році — «Сурма і меч». У рукописах письменник має ще автобіографічні романи, історичні повісті, вірші, гуморески, літературознавчі та мистецтвознавчі дослідження. Але не вистачає коштів, щоб видати свою спадщину.
З 20 квітня 2007 року член Національної спілки письменників України.

## Публікації
Науково-популярні книги:
- «Дивосвіт прадавніх слов'ян» — Київ: Радянський письменник, 1991.
- «Таємниця нашої прадавнини» — Київ: Молодь, 2000.
- «Дума про вільних козаків» — Київ: Видавництво ім. О. Теліги, 2006.
- «Новели неволі» -Дрогобич; видавнича фірма «ВІДРОДЖЕННЯ» 2008.http://ruthenia.info/txt/ika1963/book.pdf
- «Остарбайтерський вир» -Дрогобич; видавнича фірма «ВІДРОДЖЕННЯ» 2010.http://ruthenia.info/txt/ika1963/Ivanchenko_19.10.2010.pdf
- «Сурма і меч» -Дрогобич; видавнича фірма «ВІДРОДЖЕННЯ» 2012.http://ruthenia.info/txt/vidrodzhenia/surma_i_mech.pdf

Збірки поезій: «Полиновий квіт» (Видавництво СПУ, 1998), «Бунчук вітрів» (К., 2001), «Осіннє чересло» (К., Ратибор, 2007 р.).
Написав більш як 500 статей різного характеру та до різних видань, зокрема в «Український Засів».
Відновив, як редактор, альманах «Плуг», започаткований С. Пилипенко ще у 1922 році.
У рукописах має романи, повісті, новели та інші твори.

## Художня діяльність
Перші його роботи ще в зоні порвав оперуповноважений.
Зберігаються у приватній колекції роботи художника, виконані коли йому було далеко за 80-т, зокрема, портрети творців Вільного козацтва: Никодим Смоктій, Семен Гризло та Грицька Іванченка. Михайло Іванченко став одним із героїв фільму «Вільне козацтво» Національної телерадіокомпанії (2009).
На Всесвітньому симпозіумі «Голодомор-33» Михайло Іванченко першим виставив свої малюнки про Голодомор. Його дослідження помістили Володимир Маняк та Лідія Коваленко у книзі «Голод-33» (Київ: Радянський письменник, 1991) та Асоціація дослідників голодоморів в Україні у книзі «Голодомори в підрадянській Україні» (Київ — Львів — Нью-Йорк, 2003).

Роботи Іванченка
Князь Володимир Великий, 1980

## Нагороди і літературні премії
- М. Г. Іванченко є лауреатом літературної премії ім. Василя Симоненка Черкаської обласної організації НСПУ (січень 2008 р.) за роман-хроніку «Дума про вільних козаків»:

- Лауреат літературної премії ім. Юрія Горліса-Горського історичного клубу «Холодний Яр» (14 жовтня 2012 р.):

- Грамота від об'єднання Рідновірів України (24 серпня 7509 літа).